# Mycetophila erecta
Mycetophila erecta är en tvåvingeart som beskrevs av Duret 1992. Mycetophila erecta ingår i släktet Mycetophila och familjen svampmyggor. Inga underarter finns listade i Catalogue of Life.